# Терешківська сільська територіальна громада

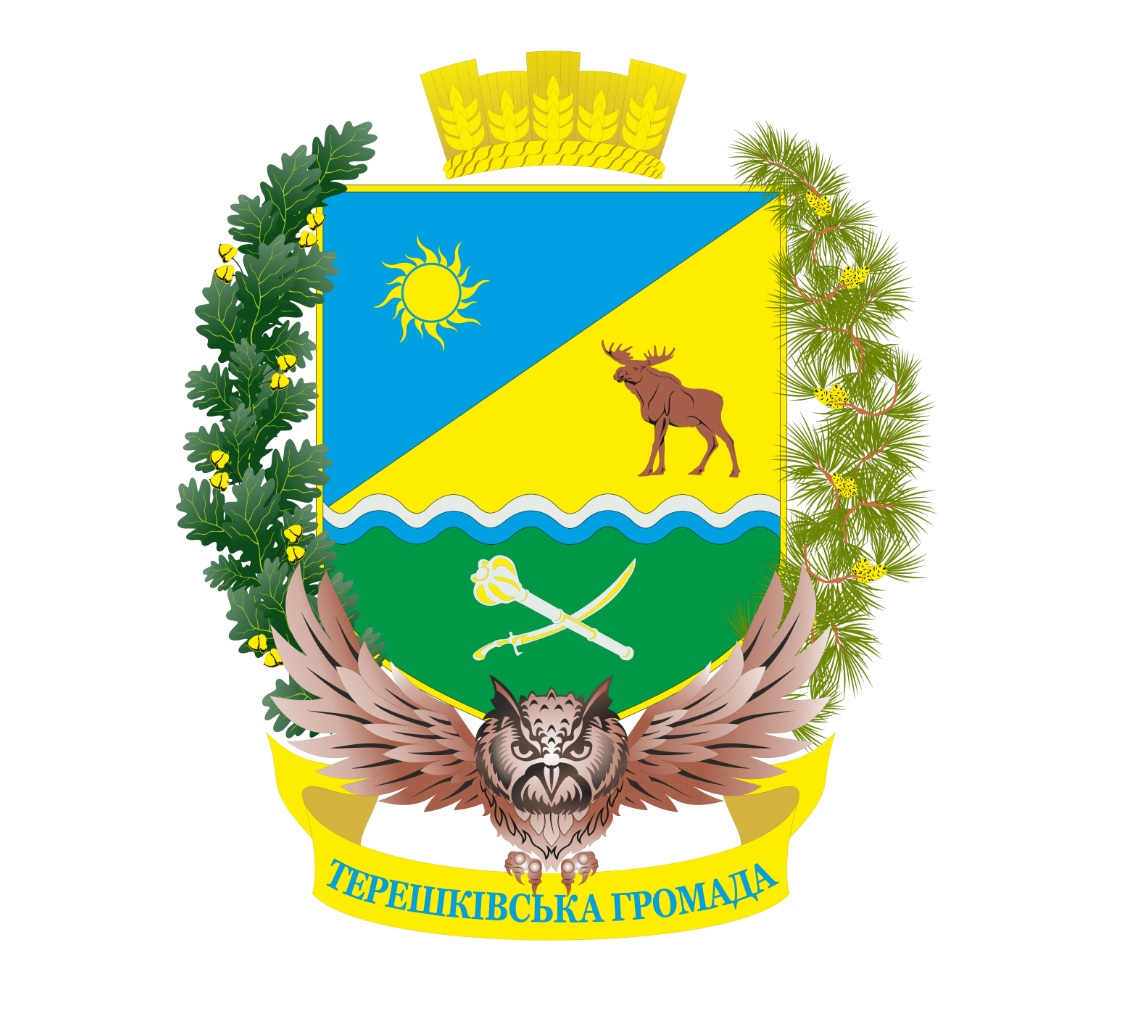
Герб Терешківської територіальної громади

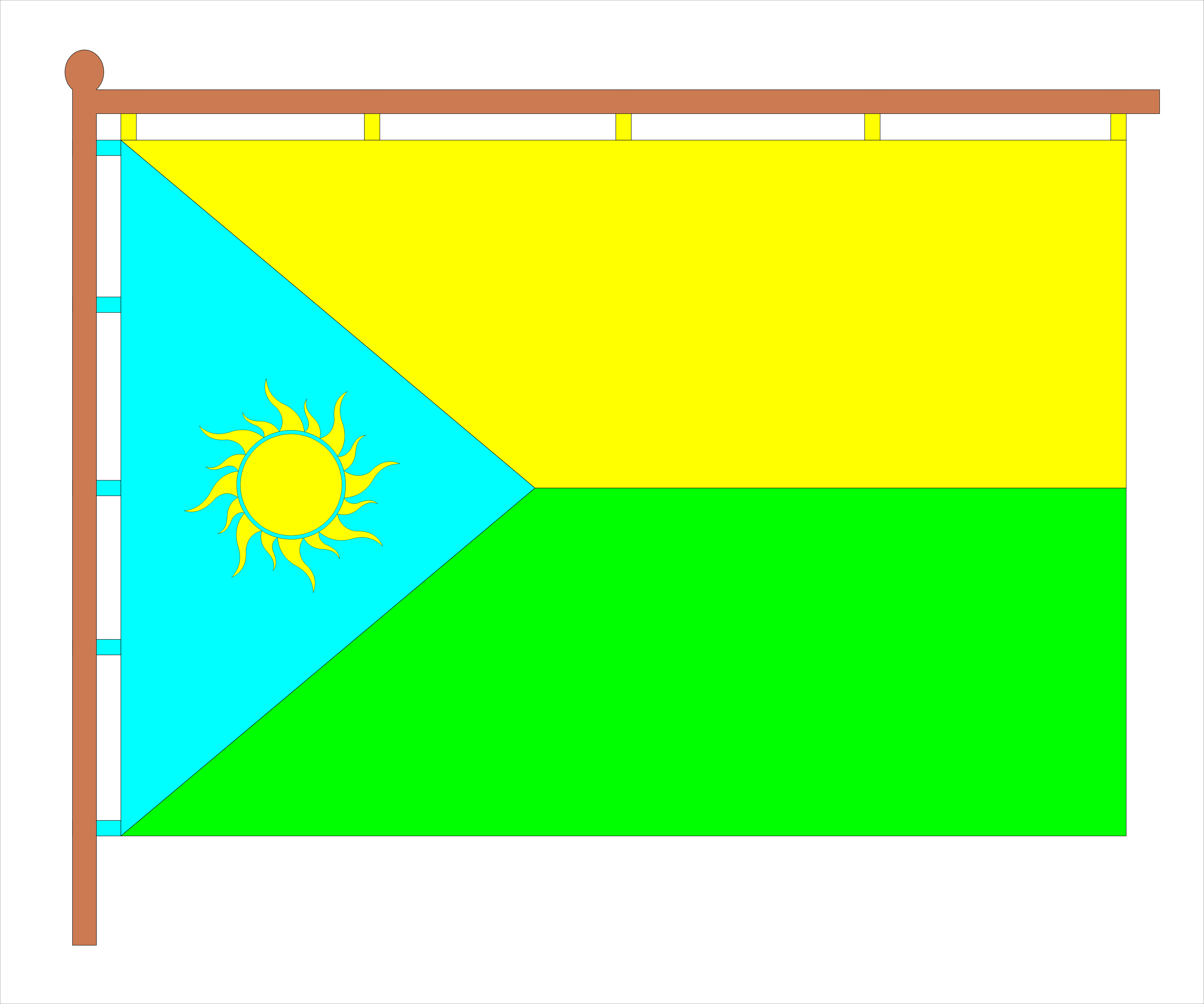
Прапор Терешківської територіальної громади

Терешківська сільська  територіальна громада — об'єднана територіальна громада в Україні, в Полтавському районі Полтавської області. Адміністративний центр — село Терешки.
Утворена  15 серпня 2018 року шляхом об'єднання Микільської та Терешківської сільських рад Полтавського району. У 2020 році до громади приєднано Заворсклянська сільська громада Полтавського району Полтавської області, яка раніше об’єдналася з Писарівською сільською радою (Новосанжарський район) Полтавської області.
19 липня 2020 року, в результаті адміністративно - територіальної реформи та ліквідації Полтавського району(1925-2020), громада увійшла до складу новоутвореного Полтавського району.
Громада має офіційно зареєстрований Статут Терешківської сільської територіальної громади.  Статут  Терешківської сільської територіальної громади Полтавського району Полтавської області було затверджено рішенням 18 сесії Терешківської сільської ради 8 скликання від 24 серпня 2022 року  та зареєстровано в Північно-Східному міжрегіональному управлінні Міністерства юстиції України. 

## Населені пункти
До складу громади входять 20 сіл: Безручки, Бузова Пасківка, Ваці, Зінці, Кашубівка, Клюшники, Копили, Курилехівка, Мале Микільське, Марківка, Микільське, Терешки, Цибулі, Минівка, Головач, Лукищина, Заворскло, Ватажкове, Портнівка, Писарівка.